# Кільце Артіна
Кільце Артіна — асоціативне кільце А з нейтральним елементом, в якому для будь-якої послідовності ідеалів {\displaystyle I_{1}\supset I_{2}\supset \dots \supset I_{n}\supset \dots } починаючи з деякого {\displaystyle n} виконуються рівності:
{\displaystyle ~I_{n}=I_{n+1}=\ldots }
Еквівалентним означенням є наступне:
- Якщо довільна множина ідеалів деякого кільця містить найменший елемент, то таке кільце називається кільцем Артіна.

Згідно з теоремою Акідзукі — Хопкінса — Левицького будь-яке кільце Артіна є також кільцем Нетер.